# Viktor Knoch
Viktor Knoch (Pécs, 12 december 1989) is een Hongaars shorttracker en olympisch kampioen in die discipline.

## Biografie
Knoch reed verscheidene wereldkampioenschappen en won daarbij met de 5000 meter aflossingsploeg eenmaal zilver en eenmaal brons. Op de Europese kampioenschappen haalde Knoch 11 medailles, zes met de aflossingsploeg, vier op individuele afstanden en een voor een derde plaats in het eindklassement. Knoch behaalde echter nog nooit goud.
Knoch kwam voor Hongarije uit op de Olympische Winterspelen in 2006, 2010, 2014 en in 2018. Waar hij op EK's en WK's nooit goud won, behaalde hij in 2018 met de aflossingsploeg op de Spelen wel goud. Dit was het eerste Hongaarse goud ooit op de Winterspelen.

## Privé
Viktor Knoch is de jongere broer van shorttracker Balasz Knoch. Viktor Knoch is getrouwd met de Poolse shorttrackster Marta Knoch-Wójcik.

## Referentie
1. ↑  Profiel op infostradasports.com

1992: Kim, Lee, Mo, Song ·
1994: Carnino, Fagone, Herrnhof, Vuillermin ·
1998: Bédard, Campbell, Drolet, Gagnon ·
2002: Bédard, Gagnon, Guilmette, Tremblay, Turcotte ·
2006: Ahn, Lee, Seo, Song ·
2010: Bastille, Ch. Hamelin, F. Hamelin, Jean, Tremblay ·
2014: An, Grigorev, Jelistratov, Zacharov ·
2018: S. Liu, S.S. Liu, Knoch, Burján ·
2022: Ch. Hamelin, Dubois, Pierre-Gilles, Dion